# Parafia Matki Boskiej Różańcowej w Wyszynach
Parafia pw. Matki Boskiej Różańcowej w Wyszynach Kościelnych – parafia należąca do dekanatu mławskiego wschodniego, diecezji płockiej, metropolii warszawskiej. Poprzednio należała do dekanatu mławskiego, diecezji płockiej, metropolii warszawskiej.

## Historia parafii
We wsi istnieje parafia rzymskokatolicka od końca XIV wieku. Początkowo była to parafia pod wezwaniem Najświętszej Marii Panny, pod koniec XV w. nosiła wezwanie Wniebowzięcia Najświętszej Maryi Panny i św. Andrzeja, a obecnie jest to parafia Matki Boskiej Różańcowej. 

### XIX wiek
Stan parafii w 1817 r.
W 1817 roku biskup Adam Michał Prażmowski, obejmując diecezję płocką, nakazał zrobić spis we wszystkich parafiach. Na podstawie tego spisu, wiadomo, że w 1817 r. kościół parafialny w Wyszynach był drewniany (odbudowany po pożarze w 1787 r.), a naokoło kościoła był cmentarz. We wsi był szpital dwuizbowy oraz plebania, oba budynki drewniane i pokryte słomą. W parafii nie było zakonów ani bractw. Probostwo sprawował od 1795 r. ks. Józef Orzechowski.
| L.P. | Miejscowość | Dymy | mężczyźni | kobiety |
| ---- | ----------- | ---- | --------- | ------- |
| 1.   | Wyszyny     | 21   | 70 (48)   | 75 (49) |
| 2.   | Zdroje      | 15   | 50 (33)   | 56 (36) |
| 3.   | Dąbek       | 24   | 76 (50)   | 80 (51) |
| 4.   | Wiśniewo    | 19   | 87 (60)   | 90 (59) |
| 5.   | Otocznia    | 18   | 70 (47)   | 81 (49) |
| 6.   | Trzcianka   | 7    | 29 (19)   | 35 (23) |
| 7.   | Wola        | 12   | 47 (30)   | 55 (36) |

Liczby ludności podane w tabeli obejmują wszystkich mieszkańców wsi (901 osób), w tym katolików było 829 (371 mężczyzn i 458 kobiet, akatolików: 27 (16 mężczyzn i 11 kobiet), a Żydów: 45 (21 mężczyzn i 24 kobiety).

## Miejsca święte

### Kościół parafialny
Obecny murowany, kościół parafialny pochodzi z początku XX w. (konsekrowany w 1905 r. przez bp. Apolinarego Wnukowskiego). Jest to budowla jednonawowa, w stylu neogotyckim.
Na terenie przykościelnym znajduje się zbiorowa mogiła 16 żołnierzy 49 P.P. poległych w 1920 r.

### Dawniej posiadane lub użytkowane przez parafię świątynie
Pierwsza wzmianka o świątyni parafialnej w Wyszynach pochodzi z 1404 r. Pożar i wojny sprawiły, że odbudowywano go kolejno w latach: 1520, 1715, 1797.

## Obszar parafii

### Miejscowości i ulice
W granicach parafii znajdują się miejscowości:
- Dąbek,
- Nowa Otocznia,
- Stara Otocznia,
- Trzcianka,
- Wiśniewo,
- Wola Szydłowska,
- Wyszyny,
- Zdroje.

### Liczebność parafian
Według serwisu diecezji płockiej, obecnie parafia służy 2536 osobom.